# Ned Hollister
Ned Hollister est un zoologiste américain, né le 26 novembre 1876 à Devalan dans le Wisconsin et mort le 3 novembre 1924.
Il est le fils de Kinner Newcomb et Margaret Frances née Tilden. Il étudie en autodidacte la zoologie de 1896 à 1901. Il se marie le 15 avril 1908 avec Mabel Pfrimmer.
Il étudie les vertébrés sur le terrain pour le département de recherches biologiques américain dans divers États américains de 1902 à 1909. Il est conservateur-assistant de 1910 à 1916 au National Museum of Natural History. Il participe à une exploration canadienne dans la région du Mont Robson en 1911. L’année suivante, il est membre d’une expédition explorant les monts Altaï, la Sibérie et la Mongolie. À partir de 1916, il dirige l’un des zoos du Muséum national.
Il est notamment l’auteur de The Birds of Wisconsin (1903), A Systematic Synopsis of Muskrats (1911), Mammals of the Philippine Islands (1912), Mammals of Alpine Club Expedition to Mount Robson (1913), Philippine Land Mammals in the U.S. National Museum (1913), A Systematic Account of the Grasshopper Mice (1914), A Systematic Account of the Prairie-dogs (1916 et East African Mammals in the U.S. National Museum (deux volumes, 1918 et 1919).